# Liste der Wiener Gemeindebauten/Floridsdorf
Diese Liste zählt die Gemeindebauten im 21. Wiener Gemeindebezirk Floridsdorf auf.
Es werden nur solche Objekte angeführt, die seit Beginn des sozialen Wohnbaus errichtet wurden. Ältere Häuser, die im Besitz der Stadt Wien sind und in denen ebenfalls Gemeindewohnungen vergeben werden, fehlen daher.
Die Bauten sind nach Adresse angeführt. Eine Übersicht über die Siedlungen der 1920er, die aus der von der Stadt Wien unterstützten Siedlerbewegung hervorgegangen sind, gibt es unter Liste der Wiener Wohnsiedlungen der Ersten Republik.

## Bauten
| Name / ID                                                 | Foto |                 | Adresse                                 | Baujahr   | Architekt(en) | Kunstobjekte | Wohnungen | Anmerkungen |
| --------------------------------------------------------- | --- | --------------- | --------------------------------------- | --------- | --- | --- | --------- | --- |
| 1467                                                      | 1 | Datei hochladen | Aistgasse 8–30 Standort                 | 1967–1969 | Richard Duschel, Wilhelm Foltin, Rudolf Jarosch, Fritz Oberdorfer, Adolf Svancar, Leopold Töpfer, Harald Woisetschläger, Franz Zajicek                               | Glasmosaike von Hilde Leiter | 380       | |
| 1719                                                      | 1 | Datei hochladen | Albertisgasse 3 Standort                | 1997–1998 | Michael A. Hein | | 26        | |
| 1504                                                      | 1 | Datei hochladen | Amtsstraße 42 Standort                  | 1956–1957 | Rudolf Wesecky | | 31        | |
| Dag-Hammarskjöld-Hof 244                                  | 1 | Datei hochladen | An der oberen Alten Donau 3–13 Standort | 1958–1960 | Emil Dietrich, Erika Hotzy-Peters, Rudolf Brandstätter | Mosaike mit Darstellungen der Tageszeiten („Morgen“ von Albert Paris Gütersloh, „Mittag“ von Anton Lehmden und „Abend“ von Wolfgang Hutter) sowie die Spielplastik „Elefant“ von Rudolf Kedl | 391       | Benannt nach dem schwedischen UN-Generalsekretär und Friedensnobelpreisträger Dag Hammarskjöld |
| 1472                                                      | 1 | Datei hochladen | Anton-Störck-Gasse 53–55 Standort       | 1929–1930 | Richard Weisse, Gustav Abend (Bauteil Schillgasse), Fritz Rosenbaum (Bauteil Christian-Bucher-Gasse)                                                                 | | 53        | Die drei getrennten Bauteile befinden sich in der Anton-Störck-Gasse, der Christian-Bucher-Gasse 32-34 und der Schillgasse 6-8, sind aber über einen gemeinsamen Innenhof verbunden. |
| 514                                                       | 1 | Datei hochladen | Autokaderstraße 3–7 Standort            | 1967–1968 | Peter Payer, Oskar Payer | Bronzeplastik „Katzenfamilie“ von Maria Bilger; insgesamt 56 Hauszeichen von Otto Beckmann, Leopold Birstinger, Erna Frank, Edda Mally, Anna Maria Siller, Franz Sperger, Adele Stadler sowie Karl Anton Wolf | 975       | Identadresse Johann-Knoll-Gasse 17-19, Tschaikowskygasse 1-3 |
| 1515                                                      | 1 BW | Datei hochladen | Berlagasse 1 Standort                   | 1962–1965 | Erna Grigkar-Kapinus, Michael Pribitzer, Julius Bergmann, Johannes Lintl, Alfred Lechner, Georg Malai                                                                | Natursteinplastik „Schreibender Bub“ von Margarete Hanusch, Sgraffitowandbild von Herbert Schütz, „Plastische Windrose“ von Leopold Schmid | 283       | |
| 1462 HERIS-ID: 4172 Objekt-ID: 10                         | 1 | Datei hochladen | Berzeliusgasse 9–13 Standort            | 1924–1925 | Adolf Stöckl, Konstantin Peller, Karl Stoik | | 136       | Denkmalschutz Identadresse Edergasse 6-10, Kantnergasse 62-66 |
| 1480                                                      | 1 | Datei hochladen | Bessemerstraße 10–16 Standort           | 1957–1959 | Othmar Augustin, Rudolf Bazalka | Abstrakte Glasmosaikwandbilder von Josef Mikl, Kurt Moldovan und Hans Staudacher sowie eine Natursteinplastik von Eduard Robitschko | 128       | |
| Schlingerhof 239 HERIS-ID: 25491 Objekt-ID: 21919         | 1 | Datei hochladen | Brünner Straße 34–38 Standort           | 1924–1926 | Hans Glaser | | 478       | Denkmalschutz Benannt nach dem Gemeinderat und Reichstagsabgeordneten Anton Schlinger |
| 1503                                                      | 1 | Datei hochladen | Brünner Straße 97–99 Standort           | 1956–1957 | Andreas Tröster, Anneliese Tröster | | 66        | |
| 1465                                                      | 1 | Datei hochladen | Brünner Straße 108–110 Standort         | 1964–1965 | Fritz Purr, Anton Josef Osika | Brunnenanlage mit Bronzeplastik „Vegetative Form“ von Margarete Bistron-Lausch | 96        | |
| 1458 HERIS-ID: 4171 Objekt-ID: 9                          | 1 | Datei hochladen | Brünner Straße 130–134 Standort         | 1924–1925 | Konstantin Peller, Karl Stoik, Adolf Stöckl | | 107       | Denkmalschutz |
| Heinz-Nittel-Hof 1759                                     | 1 | Datei hochladen | Brünner Straße 140 Standort             | 1979–1983 | Harry Glück | An der Marco-Polo-Promenade befindet sich die Bronze-Skulptur „Katharina von Österreich“ von Gerda Fassel (1983) | 1422      | Identadressen: Ruthnergasse 89, Ruthnergasse 91, Schwanngasse 11, Skraupstraße 24, Berzeliusgasse 14, Brünner Straße 140. Benannt nach Heinz Nittel, Mitbegründer des Jewish Welcome Service Vienna und Generalsekretär der Österreichisch-Israelischen Gesellschaft. Nittel wurde am 1. Mai 1981 von einem palästinensischen Extremisten ermordet. |
| 1526                                                      | 1 | Datei hochladen | Brünner Straße 188 Standort             | 1996–1997 | Johannes Bieber, Gabor Fettik | | 217       | |
| 1769                                                      | 1 | Datei hochladen | Brünner Straße 219–221 Standort         | 1992–1995 | Sepp Frank, Kurt Hlaweniczka, Dieter Hayde | | 196       | |
| 1466 HERIS-ID: 4173 Objekt-ID: 11                         | 1 | Datei hochladen | Carrogasse 1–5 Standort                 | 1925–1926 | Adolf Stöckl, Konstantin Peller, Karl Stoik | | 196       | Denkmalschutz |
| 1496                                                      | 1 | Datei hochladen | Donaufelder Straße 20 Standort          | 1952–1953 | Fritz Waage | | 20        | |
| 1522                                                      | 1 | Datei hochladen | Donaufelder Straße 22 Standort          | 1977–1979 | Kurt Braun, Hans Zeiler | | 27        | |
| 1477 HERIS-ID: 26416 Objekt-ID: 22889                     | 1 | Datei hochladen | Donaufelder Straße 44 Standort          | 1931–1932 | Walter Sobotka | | 92        | Denkmalschutz |
| Margarete-Schütte-Lihotzky-Hof 306                        | 1 | Datei hochladen | Donaufelder Straße 99 Standort          | 1995–1997 | Liselotte Peretti, Franziska Ullmann | | 175       | Benannt nach Margarete Schütte-Lihotzky |
| Marianne und Oscar-Pollak-Hof 43                          | 1 | Datei hochladen | Dunantgasse 10–18 Standort              | 1959–1961 | Josef Horacek, Alois Brunner, Elisabeth Riegler, Friedrich Pangratz, Wilhelm Reichel, Norbert Schlesinger, Friedrich Kastner, Otto Frank, Edith Matzalik, Hans Riedl | Stele mit Mosaiken (Denkmal für Henri Dunant) von Hans Robert Pippal, ein Mosaik Wasservögel beziehen ihr Winterquartier in der Großstadt von Hans Stockbauer, eine Natursteinplastik Stehender Junger Mann von Franz Fischer, eine Schmiedeeisen-Trennwand Ornamentales Muster von Rudolf Hoflehner, eine Steintrennwand Ornamentale Wand von Heinz Leinfellner | 449       | Benannt nach dem Ehepaar Marianne (Redakteurin, Nationalratsabgeordnete) und Oscar Pollak (Chefredakteur der Arbeiter-Zeitung) |
| 1514                                                      | 1 | Datei hochladen | Edergasse 1–3 Standort                  | 1962–1964 | Josef Hirner, Alexis Franken, Josef Vytiska, Karl Eder, Josef Ludwig Kalbac, Ilse Vana-Schiffmann, Karl Wegscheider, Richard Gach, Kurt Steiner, Leopold Liebl       | | 132       | |
| 1720                                                      | 1 | Datei hochladen | Ferdinand-Käs-Gasse 3 Standort          | 1997–1998 | Herbert Beier, Egon Hentze | | 164       | |
| Conrad-Lötsch-Hof 44                                      | 1 | Datei hochladen | Floridsdorfer Markt 9–14 Standort       | 1961–1962 | Ernst Schuster, Friedrich Punzmann, Anton Valentin, Florian Omasta                                                                                                   | Bronzeplastik „Sitzende“ von Peter Steyer, Figurengruppe von Herbert Schwarz (ehemals Teil eines Brunnens) | 187       | Die Wohnanlage wurde nach dem Floridsdorfer Gemeinderat Conrad Lötsch benannt. |
| 1469                                                      | 1 | Datei hochladen | Franklinstraße 20 Standort              | 1930–1931 | Leopold Bauer | | 243       | |
| Paul-Speiser-Hof 243 HERIS-ID: 13779 Objekt-ID: 9990      | 1 | Datei hochladen | Freytaggasse 1-9 Standort               | 1929–1932 | Ernst Lichtblau, Karl Scheffel, Leopold Bauer, Hans Glaser | | 469       | Denkmalschutz Benannt nach dem Lokalpolitiker Paul Speiser (1877–1947) |
| 1513                                                      | 1 | Datei hochladen | Frömmlgasse 1 Standort                  | 1963–1964 | Viktor Kraft | | 14        | |
| 1509                                                      | 1 | Datei hochladen | Frömmlgasse 2–4 Standort                | 1960–1961 | Ernst W. Irsigler, Rudolf Katterschafka, Viktor Kraft, Rudolf Sorgo                                                                                                  | Kunststeinplastik „Liegender Jüngling“ von Paul Peschke, Helene Hädelmayr gestaltete das Mosaik „Ornament“. | 172       | |
| 1482                                                      | 1 | Datei hochladen | Frömmlgasse 30–32 Standort              | 1941–1942 | Theodor Schöll | | 16        | |
| 1468 HERIS-ID: 5922 Objekt-ID: 1796                       | 1 | Datei hochladen | Fultonstraße 5–11 Standort              | 1930–1931 | Adolf Paar, Hans Paar | | 135       | Denkmalschutz |
| 1473                                                      | 1 | Datei hochladen | Gebauergasse 10 Standort                | 1928–1930 | Hermann Stiegholzer | | 24        | |
| Ernst-Theumer-Hof 1762                                    | 1 | Datei hochladen | Gerasdorfer Straße 55 Standort          | 1983–1985 | Rudolf Felix Weber, Alfred Viktor Pal, Engelbert Eder und Reiner Wieden,                                                                                             | Plastik „Konzentration II“ von Josef Schagerl junior | 663       | Benannt nach dem Sozialdemokraten Ernst Theumer, 1948–1959 Bezirksvorsteher von Floridsdorf |
| 1730                                                      | 1 | Datei hochladen | Gerasdorfer Straße 332 Standort         | 2000–2001 | Eduard Neversal | | 19        | |
| Karl-Heinz-Hof 261                                        | 1 | Datei hochladen | Gerichtsgasse 3 Standort                | 1974–1975 | Josef Ludwig Kalbac, Günter Krisch | | 71        | Benannt nach Karl Heinz, Abgeordneter zum Nationalrat, Lektor an der Universität Berkeley, Kalifornien |
| 1493                                                      | 1 | Datei hochladen | Gerichtsgasse 10 Standort               | 1923–1924 | Friedrich Jäckel, Wilhelm Peterle, Johann Stöhr | | 11        | Ursprünglich als Bezirksjugendamt errichtet. 1950 erfolgte der Umbau zu einem Wohngebäude. |
| 1486                                                      | 1 | Datei hochladen | Gmündstraße 1 Standort                  | 1950–1952 | Josef Horacek | | 195       | |
| Großfeldsiedlung 4                                        | 1 [[Vorlage:Bilderwunsch/code!/C:48.270556,16.447056!/D:Großfeldsiedlung Großfeldstraße 2–26 : Natursteinplastik „Gladiator“ von Alfred Hrdlicka, Natursteinplastik Skulptur Spielobjekt „Abstrakte Stadt“ von Ilse Jahnas, Marmorplastik „Fischer“ von Franz Fischer, Bronzeplastik „Zwei Kraniche“ von Eva Mazzucco und „Spielplastiken“ von Johann Spielhofer.!/\|BW]] | Datei hochladen | Großfeldstraße 2–26 Standort            | 1966–1971 | Peter Payer, Oskar Payer, Heinrich Matha, Matthias Lukas Lang, Johannes Lintl, Karl Leber, Peter Czernin, Harry Glück                                                | Marmorplastik „Die Trauernde“ (auch „Figur 1967“) von Otto Eder, Natursteinplastik „Gladiator“ von Alfred Hrdlicka, Skulptur „Vegetativ-kristalline Form“ von Oswald Stimm, frei stehender Steinzeugfries „Der Mensch auf der Straße“ von Gertrude Diener-Hillinger, Gestaltung eines Spielplatzes mit Keramikplatten von Fritz Tiefenthaler, Skulptur „Steingarten“ mit Zyklopenmauerwerk von Arnulf Neuwirth, bemalte Betonwand „Bürger von Schilda“ von Reimo Wukounig, Natursteinplastik „Emporstehendes Gebilde“ von Franz Katzgraber, Skulptur „Es ist schön, Bildhauer zu sein“ von Wolfgang Haidinger, Spielobjekt „Abstrakte Stadt“ von Ilse Jahnas, Kunststeinplastik „Bewegung“ von Heinrich Deutsch, Skulptur „Die Schlacht“ von Walter Auer, Marmorplastik „Fischer“ von Franz Fischer, Bronzeplastik „Zwei Kraniche“ von Eva Mazzucco und „Spielplastiken“ von Johann Spielhofer. Zahlreiche Hauszeichen an den Eingängen. | 5533      | Identadresse St.-Michael-Gasse 11-15, Großfeldstraße 2-16, Max-Jellinek-Gasse 1, Bubergasse 2a, Herzmanovsky-Orlando-Gasse 1-9, Doderergasse 2-4, Adolf-Loos-Gasse 12, Pastorstraße 14, Dopschstraße 29, Pastorstraße 20 |
| 1731                                                      | 1 | Datei hochladen | Hahnemanngasse 3 Standort               | 1996–1997 | Erich Amon | | 48        | |
| 1529                                                      | 1 | Datei hochladen | Hanreitergasse 3 Standort               | 1993–1996 | Othmar Augustin, Gerd Schlögl | | 289       | |
| 1706                                                      | 1 | Datei hochladen | Hanreitergasse 13 Standort              | 1996–1997 | Michael Haiko, Paul Giuliani, Gabor Fettik, Erich Raith | An den Nordseiten der einzelnen Bauteile sind hochrechteckige Felder mit geometrischen Mustern angebracht. | 158       | |
| 1725                                                      | 1 | Datei hochladen | Jedlersdorfer Straße 180 Standort       | 1997–1999 | Erich Amon | | 58        | |
| 1528                                                      | 1 | Datei hochladen | Jedlersdorfer Straße 294 Standort       | 1994–1995 | Gerhard Kroj | Reliefmedaillons Ein Kommen und Gehen von Bernhard Tragut an den Arkaden | 70        | |
| Karl-Seitz-Hof 241 HERIS-ID: 24197 Objekt-ID: 20574       | 1 | Datei hochladen | Jedleseer Straße 66–94 Standort         | 1926–1931 | Hubert Gessner | Bronzefigur „Schreitender“ von Wilhelm Frass, Seitz-Büste von Gustinus Ambrosi (1951) | 1173      | Denkmalschutz Benannt nach Karl Seitz. Vorsitzender des Staatsrates von Deutschösterreich, Präsident des Nationalrates und Bürgermeister von Wien. |
| Franz-Petritsch-Hof 1516                                  | 1 | Datei hochladen | Jedleseer Straße 77 Standort            | 1963–1965 | Kurt Buchta, Stefan Karabiberoff, Josef Wenzel, Heinrich Schwetter, Rudolf Goder                                                                                     | Kunststeinplastiken „Symbol der Familie“ von Hermann Walenta und „Rastende“ von Gottfried Buchberger | 248       | Benannt nach Franz Petritsch, Bezirksrat und Bezirksvorsteher-Stellvertreter |
| 1485                                                      | 1 BW | Datei hochladen | Jedleseer Straße 79-95 Standort         | 1949–1955 | Hermann Aichinger, Leo Nikolaus Bolldorf, Richard Pfob, Heinrich Schmid, Norbert Mandl, Lois Welzenbacher                                                            | Sgraffitowandbild „Die vier Jahreszeiten“ von Leopold Schmid, Hauszeichen an jeder Stiege, von Gertraud Angerer, Theobald Schmögner, Erich Hubert, Elisabeth Turolt, Margarete Hanusch, Gertrud Conrad, Gustav Jekel, Edmund Reitter, Ingeborg Keppler, Alfons Riedel, Ludwig Schmidle, Karl Nieschlag, Herbert Schütz, Oskar Thiede, Hugo Franz Kirsch, Josef Schagerl junior, Margarete Bistron-Lausch, Rudolf Beran, Karl Perl, Elfriede Jarosch-Laurenbach, Heinrich Deutsch, Ernst Wenzelis, Elisabeth Eisler, Maria Schwammberger-Riemer, Georg Samwald, Robert Obsieger, Annelie Minkus, Hertha Bucher, Ilse Pompe-Niederführ, Eduard Robitschko, Rudolf Fänner, Florian Josephu-Drouot, Rudolf Schwaiger und Ernst Schrom | 1280      | Inoffiziell gelegentlich „Siedlung Jedlesee“ benannt, allerdings handelt es sich nicht um eine Siedlung im Sinn des untenstehenden Abschnitts |
| 1474                                                      | 1 | Datei hochladen | Josef-Baumann-Gasse 65–67 Standort      | 1929–1930 | Karl Alois Krist | | 49        | |
| 1498                                                      | 1 | Datei hochladen | Josef-Flandorfer-Straße 75 Standort     | 1969–1970 | Hans Steindl | | 18        | |
| 1487 HERIS-ID: 4176 Objekt-ID: 14                         | 1 | Datei hochladen | Justgasse 6–14 Standort                 | 1950–1951 | Rudolf Kolowrath, Wilhelm Kaiser | Sgraffitowandbilder „Glückliche Menschen in neuen Häusern“ von Rudolf Hermann Eisenmenger, Steinzeugplastik „Knabe mit Ball“ von Edmund Reitter | 149       | Denkmalschutz |
| 1459                                                      | 1 | Datei hochladen | Justgasse 9–27 Standort                 | 1923–1924 | Karl Stoik, Konstantin Peller, Adolf Stöckl | Zwei Sgraffiti („Sonnenuhr“ und „Familie“) | 112       | Die Wohnhausanlage steht in zwei Teilen unter Denkmalschutz, Justgasse 9-17 und Justgasse 19-27. |
| 1517                                                      | 1 BW | Datei hochladen | Justgasse 29 Standort                   | 1964–1966 | Alexis Franken | Betonwand mit Glasmosaik von Rudolf Hausner „Der Raum, in dem wir leben“, Mosaik „Figurale Darstellungen“ und „Ornamentales Band“ von Karl Hauk, Mosaik „Fische und Pflanzen“ von Anton Krejcar | 698       | |
| 1495                                                      | 1 | Datei hochladen | Kahlgasse 9–11 Standort                 | 1952–1953 | Rudolf Bazalka | | 32        | |
| Bieler Hof 240 HERIS-ID: 13416 Objekt-ID: 9599            | 1 | Datei hochladen | Kinzerplatz 10-11 Standort              | 1926–1927 | Adolf Stöckl | | 96        | Denkmalschutz Benannt nach der Schweizer Stadt Biel als Dank für die Wiederaufbauhilfe |
| 1456                                                      | 1 | Datei hochladen | Kirchhoffgasse 3 Standort               | 1961      | Alfred Viktor Pal | | 12        | |
| 1455                                                      | 1 | Datei hochladen | Kirchhoffgasse 6 Standort               | 1962      | Alfred Viktor Pal | | 11        | |
| 1497                                                      | 1 | Datei hochladen | Kirchhoffgasse 13 Standort              | 1968–1971 | Robert Tuma | | 20        | |
| Otto-Felix-Kanitz-Hof 1527                                | 1 | Datei hochladen | Kummergasse 7 Standort                  | 1993–1995 | Viktor Hufnagl, Josef Fürstl | Brunnenanlage von Josef Schneider-Willmann | 190       | Benannt nach Otto Felix Kanitz |
| Rudolf-Hitzinger-Hof 3                                    | 1 | Datei hochladen | Leopoldauer Straße 70 Standort          | 1969–1971 | Friedrich Lang, Ernst Plojhar | | 285       | Benannt nach Rudolf Hitzinger, Bezirksvorsteher |
| 1452 HERIS-ID: 16186 Objekt-ID: 12443                     | 1 | Datei hochladen | Leopoldauer Straße 79–81 Standort       | 1900–1907 | Theodor Karl Bach, Leopold Simony | | 124       | Denkmalschutz |
| 1491                                                      | 1 | Datei hochladen | Leopoldauer Straße 107–113 Standort     | 1951–1952 | Emil Dietrich, Fritz Zügner | Das Mosaikwandbild Planung und Aufbau eines Wohnhauses von Paul Meissner aus den Jahren 1951/52 thematisiert den Wiederaufbau und Neubau nach dem Zweiten Weltkrieg. Es zeigt den damaligen Stadtrat für Bauangelegenheiten Franz Jonas mit Plankarten und den Bürgermeister Theodor Körner. | 99        | |
| 1451                                                      | 1 | Datei hochladen | Mengergasse 66–70 Standort              | 1962–1963 | Raoul Lavaulx, Roland Wagner | | 90        | |
| Gemeindebau im ehemaligen Gaswerk Leopoldau Wiener Wohnen | 1 | Datei hochladen | Menzelstraße 5 Standort                 | 2021      | | | 46        | |
| Dr. Franz-Koch-Hof 262                                    | 1 BW | Datei hochladen | Mitterhofergasse 2 Standort             | 1975–1978 | Wilhelm Sedlak GesmbH, Bauring Wien-Interconstruct | Stahl-Skulptur „Contra ST 126“ von Josef Schagerl junior, die Plastiken „Contra“ von Josef Schagerl junior und „Stürzender Astronaut“ von Erwin Reiter sowie „Stehender weiblicher Akt“ von Franz Fischer | 1426      | Benannt nach dem Arzt Dr. Franz Koch (1902–1973), dieser wurde nach Ende des Zweiten Weltkrieges von der russischen Kommandantur zum Bezirksvorsteher von Floridsdorf ernannt. |
| Franz-Bretschneider-Hof 238                               | 1 | Datei hochladen | Mitterhofergasse 17–19 Standort         | 1924–1925 | Gustav Schläfrig, Hans Reiser | | 94        | Benannt nach dem ersten sozialdemokratischen Bezirksvorsteher von Floridsdorf nach dem Ersten Weltkrieg, Franz Bretschneider |
| 1494                                                      | 1 | Datei hochladen | Morelligasse 1–3 Standort               | 1968–1971 | Robert Tuma | Bronzeplastik von Eduard Robitschko, Knabe mit einem Esel | 114       | |
| 1520                                                      | 1 | Datei hochladen | Mühlschüttelgasse 7–11 Standort         | 1969–1971 | | | 54        | |
| 1461 HERIS-ID: 21860 Objekt-ID: 18185                     | 1 | Datei hochladen | Mühlschüttelgasse 55–57 Standort        | 1936      | Engelbert Mang | An der Stirnfassade ist ein Wandbild von Fritz Zerritsch angebracht. | 73        | Denkmalschutz |
| 1518                                                      | 1 | Datei hochladen | Mühlweg 43 Standort                     | 1963–1965 | Alfred Lechner, Johannes Lintl, Erna Grigkar-Kapinus, Georg Malai, Julius Bergmann, Michael Pribitzer                                                                | | 274       | |
| 1512                                                      | 1 | Datei hochladen | Nordmanngasse 14–16 Standort            | 1961–1962 | Karl Zepke, Josef Promintzer | | 74        | |
| 1511                                                      | 1 | Datei hochladen | Ödenburger Straße 73–85 Standort        | 1961–1962 | Hans Zahlbruckner, Elfriede Beissel, Robert Steinhardt, Karl Musel, Maximilian (Max) Bauer                                                                           | Plastik „Lauernde Löwinnen“ von Leopold Hohl, Pfeiler mit den Entfernungen von Wien zu anderen Städten von Hermann Kosel | 323       | |
| 1490                                                      | 1 | Datei hochladen | Ostmarkgasse 48 Standort                | 1951–1952 | Johann (Hanns) Hack, Rudolf Karl Peschel | | 94        | |
| 1525                                                      | 1 | Datei hochladen | Oswald-Redlich-Straße 36 Standort       | 1982–1984 | Harry Glück, Johannes Lintl | Drei Frauenskulpturen „Eingeschnürte“ von Gabriele Berger, „Fordernde“ von Josef Kaiser und „Liegende“ von Eduard Diem | 180       | Der Bau liegt auf dem Areal der Großfeldsiedlung |
| 1483                                                      | 1 | Datei hochladen | O’Brien-Gasse 25–27 Standort            | 1948–1949 | Karl Maria Lang | Zwei Supraporten Familie von Georg Zauner und Mathias Hietz | 23        | |
| Beethoven-Hof 1476 HERIS-ID: 24198 Objekt-ID: 20575       | 1 | Datei hochladen | O’Brien-Gasse 26–28 Standort            | 1930–1931 | Franz Zabza, Otto Nadel | | 63        | Denkmalschutz Identadressen Helmholtzgasse 2 und Voltagasse 45-51 Benannt nach Ludwig van Beethoven, dieser Bau wurde aufgrund der Nähe zum Sommersitz der Gräfin Erdődy benannt. |
| 1524                                                      | 1 | Datei hochladen | Pastorstraße 22 Standort                | 1982–1984 | Hannes Lintl, Harry Glück | | 145       | |
| Appelhof 242                                              | 1 | Datei hochladen | Prager Straße 43–47 Standort            | 1931–1932 | Erich Franz Leischner | | 187       | Benannt nach Alois Appel, Gründer des Vereins der Kinderfreunde Wien (1911) |
| 1464 HERIS-ID: 25496 Objekt-ID: 21924                     | 1 | Datei hochladen | Prager Straße 56–58 Standort            | 1924–1925 | Felix Augenfeld, Hans Adolf Vetter, Karl Hofmann | | 64        | Denkmalschutz |
| Hedwig-Lehnert-Hof 282                                    | 1 | Datei hochladen | Prager Straße 92–96 Standort            | 1981–1983 | Pauline Lamprecht, Dieter Bernstein | Großflächige Wandbilder aus Kacheln von Elisabeth Ernst | 182       | Benannt nach Hedwig Lehnert, Landtagsabgeordnete |
| Franz-Jonas-Hof 1502                                      | 1 | Datei hochladen | Prager Straße 93–99 Standort            | 1954–1957 | Josef Czapka, Rudolf Wawrik, Franz Lax, Albrecht F. Hrzan, Otto Ludwig Schottenberger, Rudolf Hönig, Fritz Böhm-Raffay                                               | Im Hof befinden sich die Bronzeplastik „Pelikan“ von Alois Heidel sowie der Zementguss „Zwei Mädchen“ von Luise Wolf, am Anton-Anderer-Platz befindet sich die „Fruchtträgerin“ von Wilhelm Frass. | 340       | Benannt nach Franz Jonas, Bürgermeister und Bundespräsident |
| 1454                                                      | 1 | Datei hochladen | Pregartengasse 6–8 Standort             | 1957–1958 | Rudolf Grigkar | | 28        | |
| 1470                                                      | 1 | Datei hochladen | Ringelseegasse 11–15 Standort           | 1968–1970 | Friedrich Punzmann | | 114       | |
| Oskar Helmer Hof 45                                       | 1 | Datei hochladen | Roda-Roda-Gasse 1 Standort              | 1960–1967 | Karl Adolf Schubert, Franz Kiener, Kurt Vana, Franz Marx, Heinz Dieter Kajaba, Norbert Mandl, Heinrich Vana                                                          | Plastik „Elch“ von Gertrude Fronius, „Straßenmusikanten“ von Alexander Wahl, „Schauende“ oder „Sitzende Mädchen“ von Hilde Uray | 788       | Identadresse Rußbergstraße 11–37 Oskar Helmer, Widerstandskämpfer, Bundesrat |
| 1506                                                      | 1 | Datei hochladen | Roda-Roda-Gasse 4 Standort              | 1958–1960 | Erika Hotzy-Peters, Leopoldine Schwarzinger, Otto Gruber, Friedrich Hintermayr, Leopold Stefl                                                                        | | 192       | |
| 1507                                                      | 1 | Datei hochladen | Roda-Roda-Gasse 6 Standort              | 1958–1960 | Leopoldine Schwarzinger, Otto Gruber, Leopold Stefl, Friedrich Hintermayr, Erika Hotzy-Peters                                                                        | | 24        | |
| 1510                                                      | 1 | Datei hochladen | Roggegasse 44–46 Standort               | 1960–1961 | Anna Femböck | Sieben Hauszeichen (Vögel) der Künstlerin Maria Schwamberger-Riemer; Kubus mit vier Darstellungen „Wasservögel“ von Eduard Robitschko | 52        | |
| 1519                                                      | 1 | Datei hochladen | Rußbergstraße 11 Standort               | 1966–1967 | Ernst Lederer-Ponzer | | 91        | |
| 1505                                                      | 1 | Datei hochladen | Rußbergstraße 24 Standort               | 1957–1959 | Franz Gomsi, Kurt Zöhrer | In der Anlage befindet sich die Plastik „Kniender Wasserbüffel“ von Elisabeth Turolt | 142       | |
| 1523                                                      | 1 | Datei hochladen | Rußbergstraße 94–100 Standort           | 1981–1983 | Joseph Zimmel | | 23        | |
| 1475                                                      | 1 | Datei hochladen | Ruthnergasse 56–60 Standort             | 1969–1970 | Ulrich Lipp-Terler, Egon Fraundorfer, Rudolf Wawrik, Kurt Buchta, Hans Gass, Franz Trödhan, Elisabeth Gass, Herta Jerzabek, Otto Nadel                               | | 555       | |
| 1484                                                      | 1 | Datei hochladen | Scheffelstraße 24 Standort              | 1949–1950 | Kurt Braun, Hans Zeiler | | 32        | |
| 1499                                                      | 1 | Datei hochladen | Schenkendorfgasse 49–53 Standort        | 1954–1955 | Otto Schönthal | Mosaikwandbild von Herbert Pass | 63        | |
| 1471 HERIS-ID: 5931 Objekt-ID: 1805                       | 1 | Datei hochladen | Scheydgasse 3–15 Standort               | 1928–1929 | Fritz Sammer, Hans Richter | | 36        | Denkmalschutz |
| Frederico-Garcia-Lorca-Hof 281                            | 1 | Datei hochladen | Schliemanngasse 25 Standort             | 1979–1981 | Wolfgang Eder, Günther Oberhofer | | 39        | Benannt nach dem spanischen Schriftsteller und Dichter Federico García Lorca |
| 1453                                                      | 1 | Datei hochladen | Schloßhofer Straße 42 Standort          | 1955–1956 | Eduard Berger | | 17        | |
| 1479                                                      | 1 | Datei hochladen | Schöpfleuthnergasse 8–16 Standort       | 1968–1970 | Jakob Strauss, Anton Schmid, Alfred Bartosch, Dietrich Wolf | | 137       | |
| 1488 HERIS-ID: 12954 Objekt-ID: 9120                      | 1 | Datei hochladen | Siemensstraße 21–55 Standort            | 1950–1954 | Franz Schuster | Natursteinplastik „Sitzende weibliche Figur“ von Franz Fischer | 1609      | Denkmalschutz Nach dem Architekten gelegentlich Franz-Schuster-Wohnsiedlung genannt |
| Margarethe-Trappl-Hof 1463                                | 1 | Datei hochladen | Stammersdorfer Straße 50 Standort       | 1957–1959 | Friedrich Mimra | Über dem Eingangsbereich der einzelnen Stiegen befinden sich bedeutende keramische Kunstwerke, die den Wohnbau künstlerisch aufwerten. Georg Zauner schuf 1958/59 Keramikreliefs mit den Motiven „Fischreiher“ und „Trappen“. Christa Vogelmayer gestaltete zwischen 1957 und 1961 Reliefs mit den Darstellungen eines „Wels“ und eines „Fischotters“. Franz Waldmüller (1894–2006) vervollständigte die künstlerische Ausgestaltung mit seiner Skulptur „Laufende Hasen“ aus den Jahren 1957/58. | 25        | Benannt nach Margarethe Trappl, Bezirkrätin, Vorsitzende der Volkshilfe |
| 1492                                                      | 1 | Datei hochladen | Stammersdorfer Straße 116–120 Standort  | 1951–1952 | Franz Klimscha | | 34        | |
| 1521                                                      | 1 | Datei hochladen | Theodor-Körner-Gasse 28 Standort        | 1977–1978 | Kurt Braun, Hans Zeiler | | 16        | |
| 1702                                                      | 1 | Datei hochladen | Viehtriftgasse 9, 11, 12, 14 Standort   | 1995–1997 | Manfred Schuster, Helmut Schultmeyer, Herbert Prehsler, Walter Ifsits                                                                                                | | 251       | |
| 1500                                                      | 1 | Datei hochladen | Voltagasse 55–63 Standort               | 1954–1956 | Florian Omasta, Fritz Zügner, Emil Dietrich | Natursteinrelief „Alte Schiffsmühlen“ von Konrad Calo, Mosaikbilder mit dem Titel „Hirte“ bzw. „Fischer“ von Carry Hauser, im Hof die Plastik „Mädchen auf einer Schildkröte“ von Oskar Bottoli | 181       | |
| 1726                                                      | 1 | Datei hochladen | Wankläckergasse 36 Standort             | 1997–1998 | Roland Cäsar | | 46        | |
| 1501                                                      | 1 | Datei hochladen | Wenhartgasse 20 Standort                | 1954–1955 | Rudolf Brandstätter | | 25        | |
| 1478 HERIS-ID: 21840 Objekt-ID: 18164                     | 1 | Datei hochladen | Werndlgasse 11–19 Standort              | 1930–1932 | Hermann Aichinger, Heinrich Schmid | | 181       | Denkmalschutz |
| 1481 HERIS-ID: 21839 Objekt-ID: 18163                     | 1 | Datei hochladen | Werndlgasse 14–18 Standort              | 1933–1934 | Heinrich Schmid, Hermann Aichinger | Natursteinplastik „Arbeiter mit Hammer“ von Wilhelm Frass, im Krieg zerstört und 1954 durch eine Nachbildung nach dem Gipsmodell ersetzt | 25        | Denkmalschutz |